# Eurycorymbus
Eurycorymbus é um género botânico pertencente à família Sapindaceae.

## Espécies
- Eurycorymbus austrosinensis
- Eurycorymbus cavaleriei (espécie ameaçada)